# Дискатска епархия
Дискатската епархия (на гръцки: Ιερά Μητρόπολη Δισκάτης) е епархия на Вселенската патриаршия, съществувала от 1882 до 1896 година. Седалището и е в македонския град Дескати (Дискати).

## История
Епархията е създадена в 1882 година след присъединяването на Тесалия към Гърция в предишната 1881 година. Някои селища в Южно Гревенско, които до 1881 година административно са част от Трикалска каза, а църковно принадлежат към Стагийската епископия, остават в Османската империя, а центърът на епископията Каламбака е предаден на Гърция. След промяната административно тези на изток, като Дескати, са подчинени на Еласонската каза, а тези на запад - на Гревенската, и двете част от Серфидженския санджак. За да реши църковния проблем, Цариградската патриаршия създава през октомври 1882 година Дескатска архиепископия (Αρχιεπισκοπής Δισκάτης), на която са предадени всички тези селища, както и двата манастира в района.
Пръв предстоятел на епархията става архимандритът при Вселенската патриаршия Йоаникий Язизоглу. През декември 1887 година епархията става митрополия, вследствие на спада на броя на митрополиите, представени в Светия синод. Йоаникий подава оставка през август 1893 година, поради невъзможност да заплаща вноските на Патираршията. Наследникът му Йоан също среща трудности със заплащането на вноските и на 10 май 1896 година епархията е закрита, като част от подчинените ѝ селища заедно с Дескати минават към Еласонската, а част - към Гревенската.

## Митрополити
| Име                    | Име                      | Години                            |
| ---------------------- | ------------------------ | --------------------------------- |
| Йоаникий Язизоглу      | Ιωαννίκιος Γιαζιζόγλου   | 27 октомври 1882 – 12 август 1893 |
| Йоаникий Маргаритиадис | Ιωαννίκιος Μαργαριτιάδης | 12 август 1893 – август 1893      |
| Йоан Хадзиапостолу     | Ιωάννης Χατζηαποστόλου   | август 1893 – 10 май 1896         |